# HD101089
HD101089 — хімічно пекулярна зоря спектрального класу B9, що має видиму зоряну величину в смузі V приблизно  9,2.
Вона  розташована на відстані близько 3792,5 світлових років від Сонця.

## Пекулярний хімічний склад
Зоряна атмосфера HD101089 має підвищений вміст 
Si
.